# Antonysamy Susairaj
Antonysamy Susairaj MEP (ur. 28 grudnia 1951 w Elathagiri) – kambodżański duchowny katolicki. prefekt apostolski Kompong Cham w latach 2000–2019.

## Życiorys
Święcenia kapłańskie otrzymał 27 maja 1978 roku jako członek Towarzystwa Misji Zagranicznych w Paryżu. W dniu 16 lipca 1997 roku papież Jan Paweł II mianował go administratorem apostolskim Kompong Cham. W dniu 27 maja 2000 roku ten sam papież mianował go prefektem apostolskim Kompong Cham.